# Малый Бусеряк
Малый Бусеряк — деревня в Заинском районе Татарстана. Входит в состав Новоспасского сельского поселения.

## География
Находится в восточной части Татарстана на расстоянии приблизительно 17 км на юго-восток по прямой от районного центра города Заинск у речки Бусерячка.

## История
Известно с 1774 года, основано выходцами из деревни Старый Бусеряк, упоминалась также как Даниловка, Белоновка.

## Население
Постоянных жителей было: в 1859 году — 116, в 1913—192, в 1920—247, в 1926—180, в 1938—192, в 1949—203, в 1958—131, в 1970—288, в 1979 — 70, в 1989 — 41, в 2002 — 37 (русские 84 %), 35 в 2010.